# Jakobuskirche (Brunsbüttel)

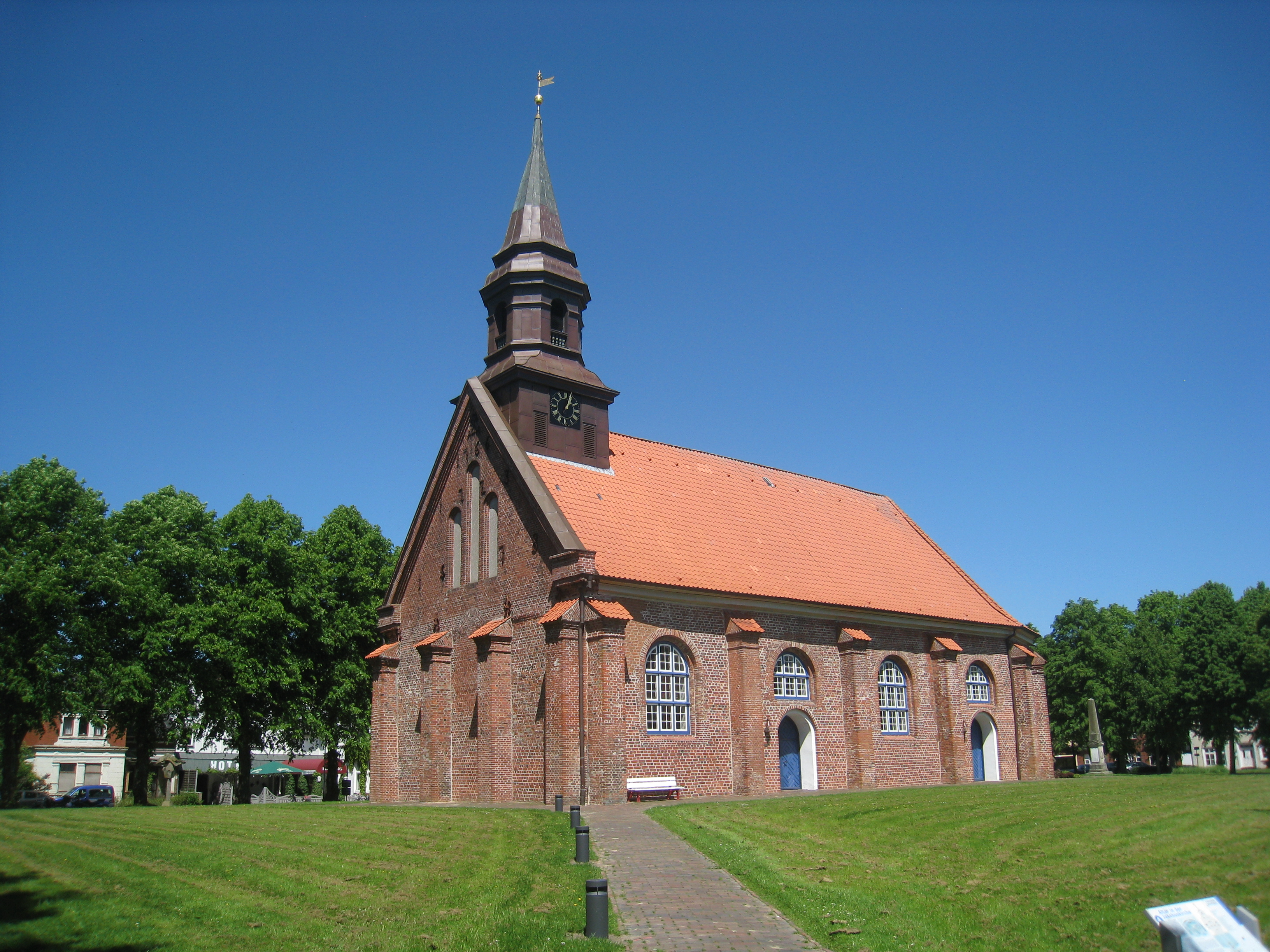
Die Jabokuskirche von Süden

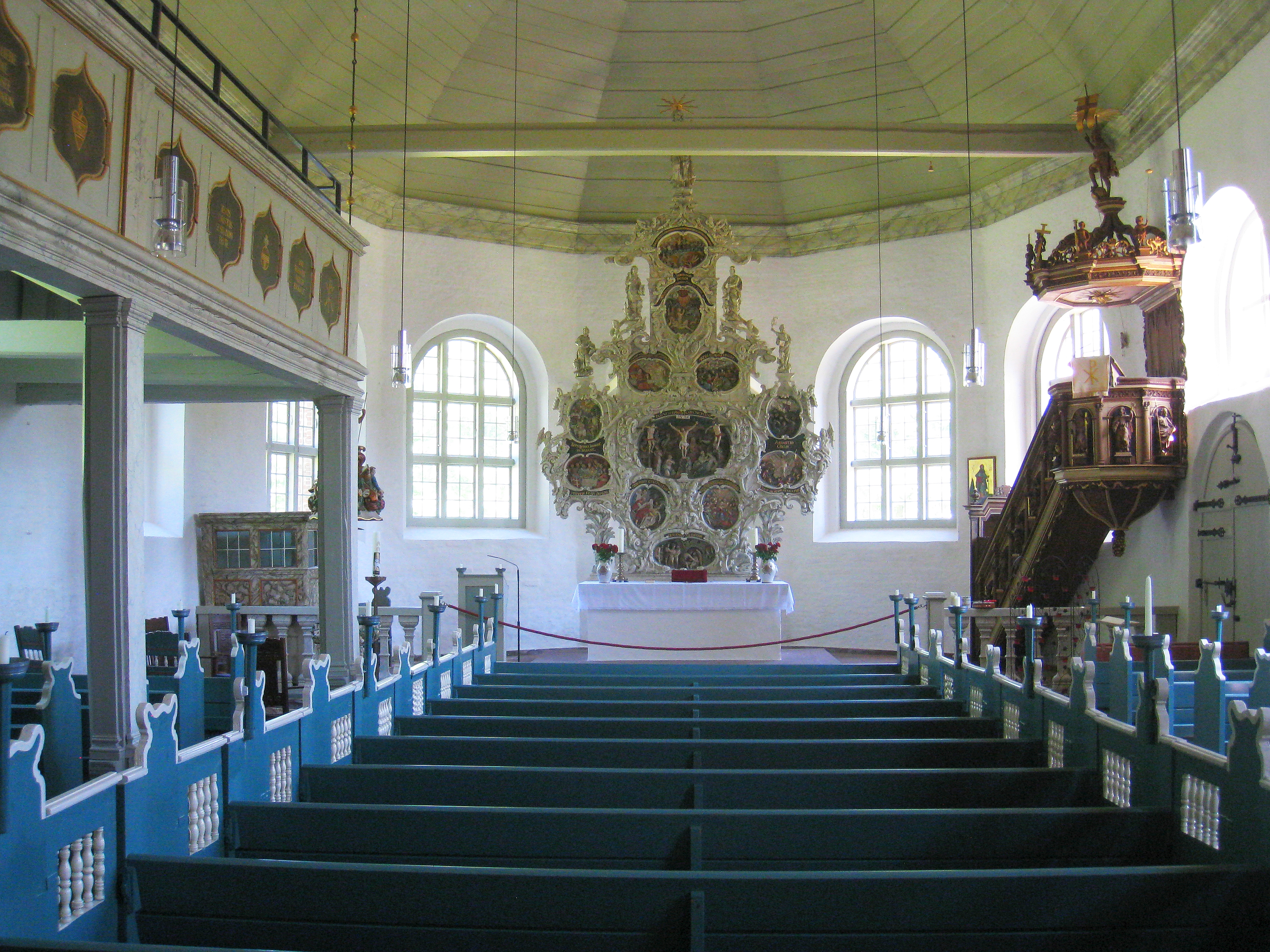
Innenansicht mit Blick nach Osten

Die Jakobuskirche ist eine 1679/1723 erbaute barocke Saalkirche in Brunsbüttel. Sie gehört der evangelisch-lutherischen Kirchengemeinde Brunsbüttel innerhalb der Evangelisch-lutherischen Kirche in Norddeutschland.

## Geschichte

### Baugeschichte
In einer Urkunde des Hamburger Erzbischofs von 1140 sind für Dithmarschen sieben Kirchspiele genannt: Neben Meldorf, Weddingstedt, Tellingstedt, Süderhastedt, Lunden und Büsum auch Uthaven. Dieser Ort musste im 13. Jahrhundert infolge von Sturmfluten aufgegeben werden. Die genaue Lage dieses mittelalterlichen Kirchdorfs lässt sich nicht mehr rekonstruieren. Er lag vermutlich etwas südwestlich der heutigen Kirche.
Am 14. Juli 1286 wurde Brunesbutle zum ersten Mal erwähnt. Auch dieser dicht an der Elbe gelegene Ort litt unter den wiederholten Sturmfluten. Nachdem bereits mehrfach der Deich zurückversetzt und ganze Dörfer aufgegeben werden mussten, brach das Wasser kurz nach dem Überfall kaiserlicher Truppen im Dreißigjährigen Krieg bei einer Sturmflut 1629 direkt neben der Kirche durch Deich und Festungsmauer. 1656 wurde schließlich ein Teil und 1676 der gesamte Flecken ausgedeicht und die Einwohner wurden umgesiedelt. Ein neuer Friedhof wurde schon 1654 angelegt. Das Grundstück auf einer Warft, auf dem auch zwei Jahrzehnte später die Kirche gebaut werden sollte, schenkte der Kirchspielvogt Matthias Boie, der auf trockenem Land beigesetzt werden wollte. Nach dem Abriss der alten Kirche 1677 begann der Neubau, der von D. Sommer aus Stade nach dem Vorbild der 1653 fertiggestellten St.-Georg-Kirche von Oberndorf an der Oste gestaltet wurde. Die Kirche wurde am 16. November 1679 eingeweiht. Wie der Vorgängerbau war sie dem Apostel Jakobus geweiht. An den Bau, die Einweihung und Namen der verantwortlichen Vertreter des Kirchspiels und der Landschaft erinnert eine an der östlichen Außenwand angebrachte Sandsteintafel von 1684 mit einer Darstellung des Patronatsheiligen Jakobus als Pilger. Richard Haupt vermutete, dass die „gotisierende Kirche“ dreischiffig war und ein steinernes Gewölbe besaß.

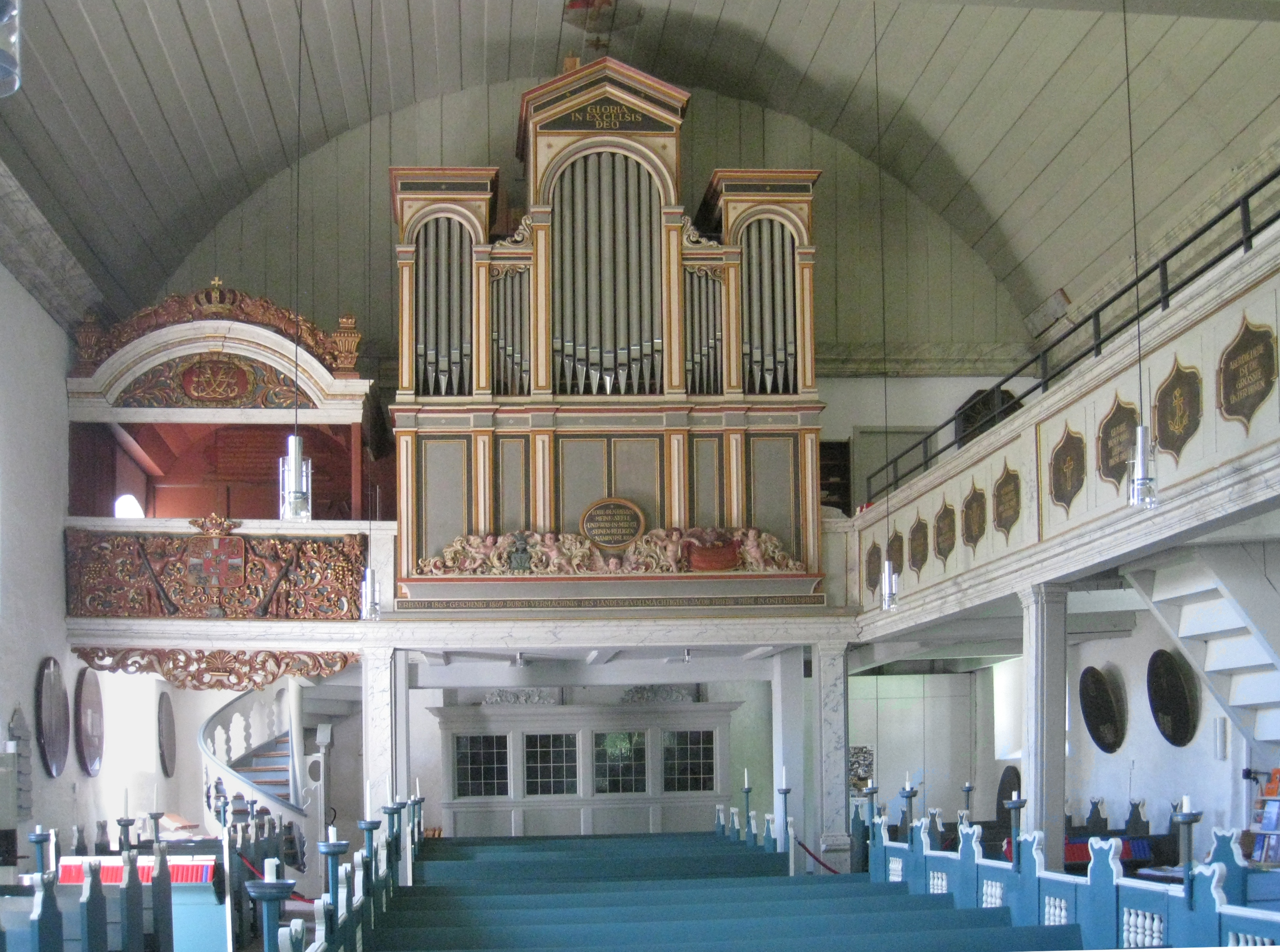
Orgel und Königsloge

Diese Kirche, in die auch das mittelalterliche Inventar der alten Kirche, darunter mehrere gotische Schnitzaltäre, überführt wurde, war ebenfalls nicht sicher vor den Fluten: Mehrfach stand in den folgenden Jahrzehnten das Wasser in der Kirche. Am 12. November 1719 brannte sie nach einem Blitzeinschlag während des Gottesdienstes bis auf die Außenmauern nieder. Da die Gemeinde durch die Landverluste bei den Sturmfluten der vergangenen Jahrzehnte vollkommen verarmt war, dauerte es bis 1723, bis der Wiederaufbau unter Leitung des Itzehoer Zimmermanns Hans Peter Töpfer in Angriff genommen wurde. Zu den Baukosten von 14.900 Courantmark trug König Friedrich IV. als Landesherr von Süderdithmarschen mehr als 3000 Mark bei. Als Dank ließ die Gemeinde eine besonders prachtvolle Königsloge neben der Orgelempore errichten, die Friedrich IV. jedoch nie benutzte. Aus der Kirche des kurz zuvor abgerissenen Glückstädter Schlosses gelangten der Altar und die Orgel nach Brunsbüttel.

### Pastoren und Gemeinde
Seit der Reformation hatte die Kirche meist zwei Prediger, einen Pastor und einen schlechter besoldeten Diakon, der nach dem Tod des Pastors häufig auf dessen Stelle aufrückte. Die ersten evangelischen Prediger waren 1524 Heinrich Dimmerbrock, der nach 1559 erster Superintendent im königlichen Teil von Dithmarschen wurde, und Magister Boethius Boje, der Bruder des Meldorfer Reformators Nicolaus Boje. Bojes Epitaph ist noch in der Kirche erhalten.
Durch Kriege und Fluten litt die Gemeinde sehr. 1629 kam es nicht nur zu verheerenden Überschwemmungen, sondern auch drei Prediger, Petrus Tezin, Petrus Zinghen und ihr Nachfolger Johannes Emichius, starben an der Pest. Nach ihnen kam der gelehrte Lambert Alard in die Gemeinde, der bis zu seinem Tod 1672 blieb. Johannes Wackerow, der ab 1640 Diakon und ab 1672 als Alards Nachfolger Pastor war, begleitete den Neubau der Kirche. Sein Name und der des 1679 angestellten Diakons Johannes Manecke stehen auf der 1684 zur Erinnerung an den Neubau angebrachten Tafel.

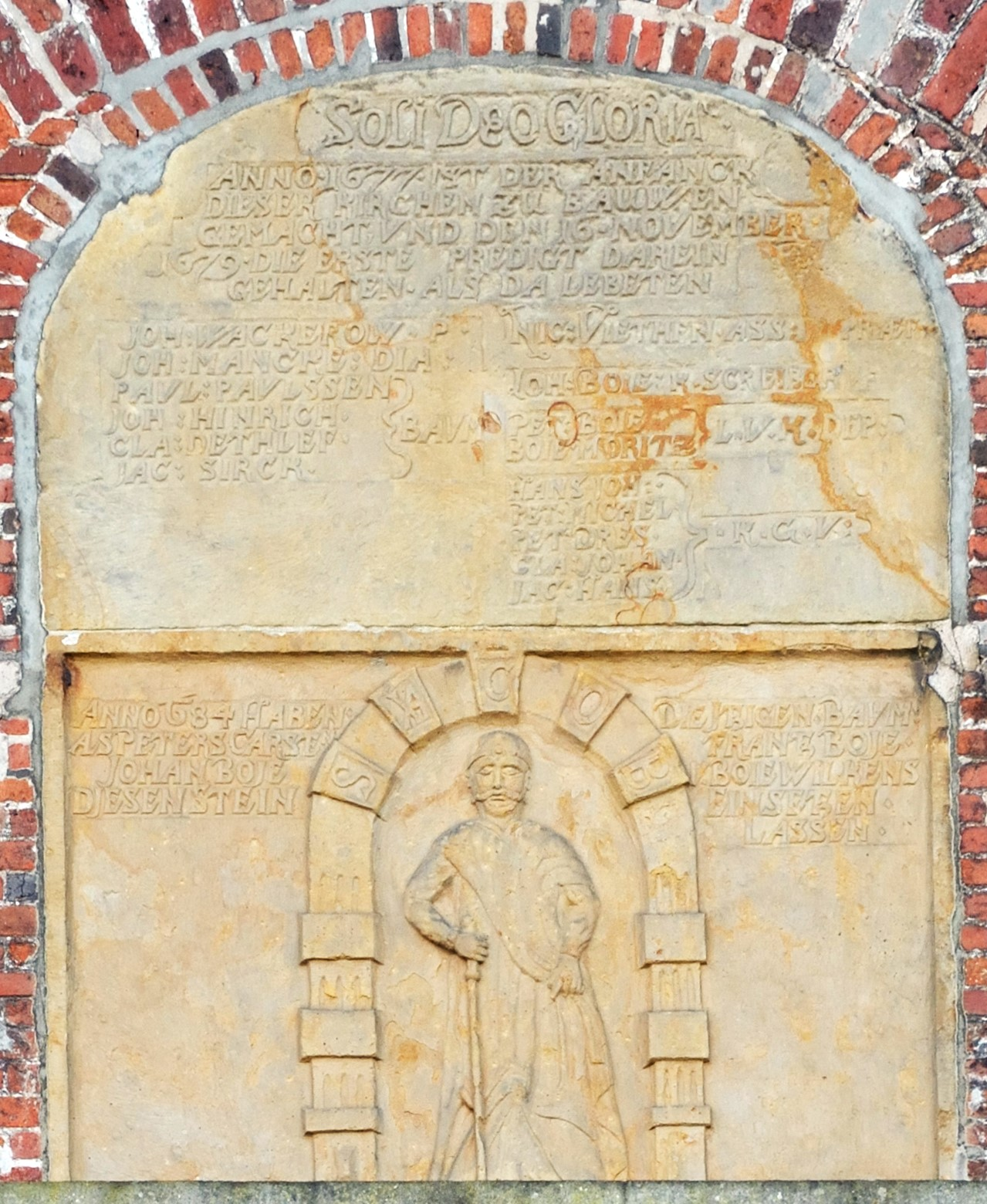
Gründungsinschrift von 1684 mit Abbildung des Apostels Jakobus

Nach der Weihnachtsflut 1717 und der Neujahrsflut 1721, als wieder einmal viel Land verlorengegangen war, und dem verheerenden Brand von 1719 war die Gemeinde so verarmt, dass der König Pastor Gabriel Baumann nach Esgrus versetzen ließ und den Diakon Jacob Pieper zum alleinigen Prediger ernannte. Für etwa dreißig Jahre war der Rektor der Stadtschule gleichzeitig zweiter Prediger.
Nach dem Bau des Nord-Ostsee-Kanals wurde die Kirchengemeinde Brunsbüttel 1910 geteilt. In Brunsbüttelkoog, das durch Zuzug stark anwuchs, wurde zunächst ein Pastorat mit Konfirmandensaal und 1915 die Pauluskirche errichtet. Die beiden ursprünglich unabhängigen Kirchengemeinden fusionierten in den 1970er Jahren, nachdem die Stadt Brunsbüttelkoog mit dem Ort Brunsbüttel zur neuen Stadt Brunsbüttel verschmolzen war.

## Bau
Die einschiffige Backsteinkirche ist eine Saalkirche mit fünfseitigem Ostabschluss und einem Satteldach. Zusätzlich zum Süd- und Nordportal gibt es eine sogenannte Brauttür im östlichen Teil der Südseite. Der Westgiebel trägt als Maueranker die Jahreszahlen 1678 für das Jahr des Kirchbaus, 1723 für den Wiederaufbau nach dem Brand und 1766 für eine Renovierung. Über dem Westgiebel erhebt sich der Turm mit achtseitiger Laterne. Innen ist der Kirchraum mit einem hölzernen Tonnengewölbe gedeckt, dessen Bemalung mit vier Engeln bei der Renovierung 1998/99 wiederentdeckt wurde. An der Außenwand befinden sich außer der bereits erwähnten Bauinschrift von 1684 Ehrenmale für die Gefallenen der beiden Weltkriege.

## Ausstattung
Von der Kirchenausstattung der mittelalterlichen Kirche, die 1679 in die neue Kirche überführt wurde, blieben nach dem Brand von 1719 nur ein lateinisches Inschriftenepitaph von etwa 1600 für den ersten evangelischen Pastor Boethius Boje, der 1565 starb, und dessen 1590 verstorbenen Sohn Nicolaus, den ersten bekannten Kirchspielvogt von Brunsbüttel, erhalten, das 1725 von Nachkommen der Familie Boje renoviert und mit einem neuen barocken Rahmen versehen wurde. Das muschelförmige Taufbecken aus Sandstein ist ein Werk des Akanthusbarock von etwa 1690 und wird von drei Putten getragen. Der dazugehörige hölzerne Deckel zeigt Halbfiguren der Evangelisten zwischen Delphinen und wird von einer freiplastischen Figur des knienden Johannes des Täufers, der das Lamm Gottes hält, gekrönt. Es wurde für die 1677 erbaute Kirche hergestellt und konnte beim Brand 1719 geborgen werden. Auch die Kanzel wurde gerettet, war aber wohl in keinem guten Zustand mehr, denn schon 1724 stellten der Bildhauer Hans Eckermann und der Tischler Hans Reyer aus Hamburg eine neue Kanzel nach dem Vorbild älterer Renaissancekanzeln her. In den Brüstungsfeldern von Kanzelkorb und Aufgang stehen geschnitzte Apostelfiguren, den Schalldeckel zieren Putten mit Marterwerkzeugen und in der Mitte eine Figur des auferstandenen Christus. Die Emporen einschließlich der Königsloge stammen ebenfalls aus der Zeit der Neubaus von 1725. Von dem Gestühl aus dieser Zeit sind einige Türen und Stuhlwangen erhalten.

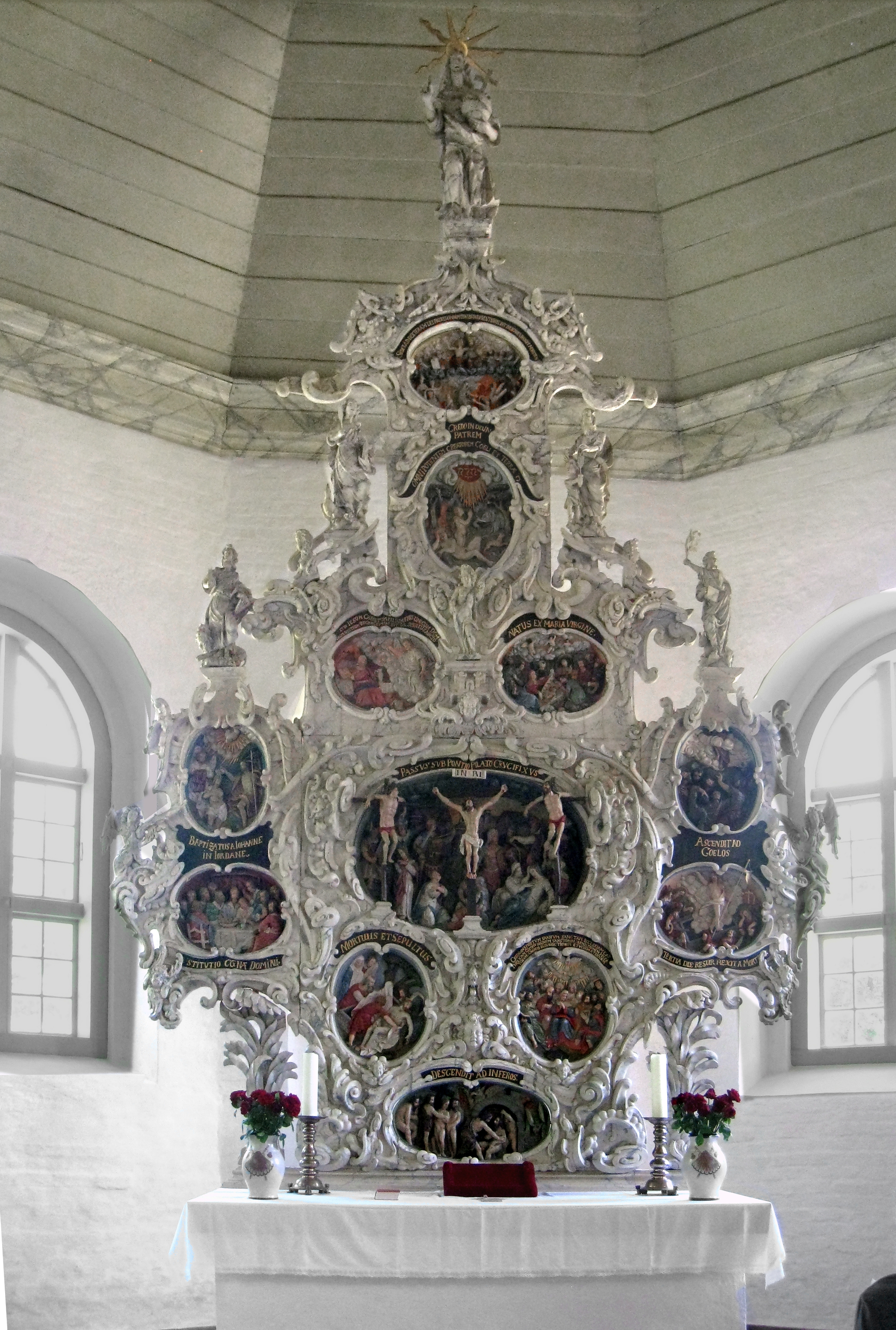
Altarretabel

### Altar
Das Altarretabel gilt als ein Hauptwerk des Knorpelbarocks. Das einzigartige Werk wurde um 1650 für die Schlosskapelle des 1708 abgerissenen Glückstädter Schlosses angefertigt. Nach dem Abbruch des Schlosses wurde das Kunstwerk zunächst eingelagert und dann versteigert. Die Brunsbüttler erhielten den Zuschlag für 22 Reichstaler und 31 Schillinge. In den reich ornamentierten Rahmen sind zwölf farbig gefasste Reliefmedaillons eingelassen, die das Apostolische Glaubensbekenntnis illustrieren. Über den Reliefs steht jeweils der entsprechende Abschnitt aus dem Glaubensbekenntnis in lateinischer Sprache. Das Glaubensbekenntnis beginnt mit dem zweiten Medaillon von oben, in dem Gottvater als Schöpfer mit Adam und Eva dargestellt ist. Darunter folgen zwei Szenen mit der Verkündigung an Maria und Weihnachten. Das größte Medaillon in der Mitte stellt eine Kreuzigungsgruppe, das Leiden Christi, dar, das Medaillon links darunter sein Begräbnis. Das unterste Relief zeigt die Höllenfahrt Jesu. Auferstehung und Himmelfahrt folgen auf dem rechten Anschwung, während die Darstellung von Pfingsten als Sendung des Heiligen Geistes und Geburt der Kirche rechts unter dem Mittelfeld platziert ist. Das Relief, das den letzten Abschnitt des Glaubensbekenntnisses, das Weltgericht und das ewige Leben, zum Inhalt hat, befindet sich ganz oben. Zwei weitere Reliefs im linken Anschwung gehören nicht mehr zum Glaubensbekenntnis, sondern stellen mit der Taufe Jesu und dem letzten Abendmahl die Sakramente dar. Bei der Aufstellung des Retabels in der Brunsbüttler Kirche wurde es von H. Eckermann um die vollplastischen Figuren der vier Evangelisten und des den Aufbau krönenden Salvator mundi ergänzt.

### Orgel
Die Kirche im alten Brunsbüttel hatte eine 1601 gebaute Orgel der Itzehoer Orgelbauer Hans und Christian Bockelmann, die wohl auch 1677 in die neue Kirche umgesetzt wurde und beim Brand 1719 verloren ging. Nach dem Wiederaufbau bekam die Kirche die Orgel der Glückstädter Schlosskirche. Die heutige Marcussen-&-Søn-Orgel stammt von 1862 und wurde laut der Stiftungsaufschrift 1869 durch ein Vermächtnis des Landesgevollmächtigen Jacob Friedrich Piehl geschenkt. Die im Ersten Weltkrieg für die Metallspende des deutschen Volkes beschlagnahmten Prospektpfeifen wurden 1926 ersetzt. 2015 wurde die Orgel renoviert.